# Утуг
Утуг (азерб. Utuq) — село в Губинском районе Азербайджана.

## География
Селение расположено при речке Киди-чай.

## Название
«Кавказский календарь» на 1857 год приводит название Утуга «на туземном наречии» (ﺍﻄﻮﻖ).
В дореволюционной литературе, в соответствии с тогдашней орфографией встречается написание «Утугъ».

## История
В течение XIX—XX веков селение входило в состав Российской империи. Оно в середине XIX века являлось частью Будугского магала Кубинского уезда Дербентской губернии, просуществовавшей с 1846 по 1860 год; в последующие десятилетия — Кубинского уезда Бакинской губернии. В 1880-х годах Утуг и Халтан были частью Халтанского сельского общества Кубинского уезда Бакинской губернии.
По состоянию на 1879 год в Утуге была 1 мечеть.
После образования Азербайджанской ССР, когда ещё сохранялась уездная система, Утуг (ﺍﻮﺘﻮﻕ) являлся одним из селений Халтанского сельского общества Кубинского уезда. В 1929 году уездную систему упразднили и вместо уездов создали округа, делившиеся на районы. Однако уже летом 1930 года все округа также упразднили, а входившие в их состав районы перешли в прямое подчинение Азербайджанской ССР. Утуг входил в состав Конахкентского района, который просуществовал до 1959 года и занимал южную часть территории нынешнего Кубинского района.

## Известные уроженцы
- Мовланов, Низами Бейдемир оглы[азерб.] — полковник азербайджанской армии, участник Второй Карабахской войны, «Герой Отечественной войны»[9].

## Население

### XIX век
По сведениям «Камерального описания Кубинской провинции», составленном в 1831 году коллежским регистратором Хотяновским, в казённой деревне Утуг Будугского магала население вело оседлый образ жизни и состояло из суннитов, занимавшихся выращиванием пшеницы и животноводством. Юзбаши деревни являлся Мухаммед Гулам оглы (с семьёй) а все остальные жители состояли из райятов.
Согласно сведениям «Кавказского календаря» на 1857 год здесь проживали «татары»-сунниты (азербайджанцы-сунниты), а местным языком был татский.
По данным же списков населённых мест Бакинской губернии от 1870 года, составленных по сведениям камерального описания губернии с 1859 по 1864 год, здесь имелось 39 дворов и 322 жителя (166 мужчин и 156 женщин), которые были татами-суннитами. Согласно сведениям 1873 года, опубликованным в изданном в 1879 году под редакцией Н. К. Зейдлица «Сборнике сведений о Кавказе», в селении было уже 66 дворов и 431 житель (218 мужчин и 213 женщин), также таты-сунниты.
Из материалов посемейных списков на 1886 год видно, что все 574 жителя Утуга (301 мужчина и 273 женщины; 71 дым) являлись татами-суннитами, среди которых 561 человек — крестьяне на казённой земле (295 мужчин и 266 женщин; 70 дымов) и 13 человек — представители суннитского духовенства (6 мужчин и 7 женщин).

### XX век
Согласно сведениям же Списка населённых мест, относящегося к Бакинской губернии и изданного Бакинским губернским статистическим комитетом в 1911 году, в селении насчитывалось 733 жителя татской национальности (382 мужчины и 351 женщина; 145 дымов), из которых 731 человек — поселяне на казённой земле (381 мужчина и 350 женщин; 144 дыма) и двое человек — представители духовенства (один мужчина и одна женщина; один дым). Те же материалы сообщают, что здесь были 18 лиц мужского пола «грамотных на туземном языке».
По результатам Азербайджанской сельскохозяйственной переписи 1921 года Утуг (ﺍﻮﺘﻮﻕ) населяли 662 человека (347 мужчин и 315 женщин), преимущественно таты, среди которых 7 мужчин были грамотными. Советский иранист Б. В. Миллер, обследовавший татов в 1928 году, относил Утуг к татским суннитским селениям.
Согласно материалам издания «Административное деление АССР», подготовленного в 1933 году Управлением народно-хозяйственного учёта Азербайджанской ССР (АзНХУ), по состоянию на 1 января 1933 года в Утуге (Utuƣ) было 169 хозяйств и 714 человек коренного населения (то есть приписанного к данному селу), среди которых 362 мужчины и 352 женщины. В этих же материалах указано, что весь Утугский сельсовет (один населённый пункт: селение Утуг) в национальном плане на 86,8 % состоял из «тюрок» (азербайджанцев).

## Достопримечательности
На территории селения находится одноимённое средневековое поселение, возникновение которого можно отнести к IX—X векам. Окружённое со всех сторон горами и располагаясь в лощине, оно занимает территорию селения и частично западную часть территории, прилегающей к населённому пункту. Могильник поселения расположен к востоку от селения.